# Boydia criniferella
Boydia criniferella är en fjärilsart som beskrevs av Newman 1856. Boydia criniferella ingår i släktet Boydia och familjen plattmalar. Inga underarter finns listade i Catalogue of Life.